# Festival Internacional de Cinema de Berlim 1970
A 20ª edição anual do Festival Internacional de Cinema de Berlim foi realizado entre os dias 26 de junho a 6 de julho de 1970. Nenhum dos filmes em competição nesta edição foram premiados, isso deu-se por uma controvérsia em torno da participação do longa-metragem o.k., de Michael Verhoeven, pois foi descrito como "anti-guerra".

## Júri
As seguintes pessoas foram anunciados como jurados do festival:
- George Stevens (chefe do júri)
- Klaus Hebecker
- David Neves
- Véra Volmane
- Billie Whitelaw
- Alberto Lattuada
- Dušan Makavejev
- Gunnar Oldin
- Manfred Durniok

## Filmes em competição
Os seguintes filmes estavam em competição:
| Título                            | Diretor(es)              | País                    |
| --------------------------------- | ------------------------ | ----------------------- |
| Aranyer Din Ratri                 | Satyajit Ray             | Índia                   |
| A Test of Violence                | Stuart Cooper            | Reino Unido             |
| Baby in de boom                   | Nouchka van Brakel       | Países Baixos           |
| Baltutlämningen                   | Johan Bergenstråhle      | Suécia                  |
| Black Out                         | Jean-Louis Roy           | Suíça                   |
| Borsalino                         | Jacques Deray            | França · Itália         |
| Chi no mure                       | Kei Kumai                | Japão                   |
| Dionysus in '69                   | Brian De Palma           | Estados Unidos          |
| El chacal de Nahueltoro           | Miguel Littín            | Chile                   |
| El extraño caso del doctor Fausto | Gonzalo Suárez           | Espanha                 |
| En kärlekshistoria                | Roy Andersson            | Suécia                  |
| Il conformista                    | Bernardo Bertolucci      | França · Itália         |
| Klann – grand guignol             | Patrick Ledoux           | Bélgica · França        |
| L'urlo                            | Tinto Brass              | Itália                  |
| L'Eden et après                   | Alain Robbe-Grillet      | Checoslováquia · França |
| La ragazza di nome Giulio         | Tonino Valerii           | Itália                  |
| Le temps de mourir                | André Farwagi            | França                  |
| Los herederos                     | David Stivel             | Argentina               |
| O Profeta da Fome                 | Maurice Capovilla        | Brasil                  |
| o.k.                              | Michael Verhoeven        | Alemanha                |
| Ore'ach B'Onah Metah              | Moshé Mizrahi            | Israel                  |
| Os Deuses e os Mortos             | Ruy Guerra               | Brasil                  |
| Out of It                         | Paul Williams            | Estados Unidos          |
| Rembrandt Vogelvrij               | Ernie Damen              | Países Baixos           |
| Rotocalco                         | Manfredo Manfredi        | Itália                  |
| Warum läuft Herr R. Amok?         | Rainer Werner Fassbinder | Alemanha                |
| Wie ich ein Neger wurde           | Roland Gall              | Alemanha                |